# Riddim Driven: Hardtimes
Riddim Driven: Hardtimes jest siedemdziesiątą dziewiątą składanką z serii Riddim Driven.  Została wydana w 21 grudnia 2004 na CD i LP. Album zawiera piosenki nagrane na riddimie  "Hardtimes" stworzonym przez Stephena ‘Gibbo’ Gibbsa i Errola ‘E.T.’ Thompsona. 

## Lista
1. Living In Love - I Wayne
2. Lonely Girl - Bascom X
3. That Ghetto Girl - Richie Spice
4. Mari-Wanna - Anthony Cruz
5. Jah Is Worthy - Chuck Fender
6. That Day Will Come - Capleton
7. Silver And Gold - Luciano
8. Troubled Heart - George Nooks
9. The More I See Her - Junior Kelly
10. Hello World - Cezar
11. More Than Confused - Latoya
12. One World - Kulcha Knox
13. World Wide Recognition - Marcus I
14. Lion Nah Run - Iyts A Flames
15. Hard Times Riddim (Clean Riddim Version)